# Tatort: Freischwimmer
Freischwimmer ist ein Fernsehfilm aus der Krimireihe Tatort. Der vom Mitteldeutschen Rundfunk produzierte Beitrag wurde am 30. Oktober 2005 im Programm Das Erste erstausgestrahlt. Es handelt sich um die Tatort-Folge 612. Für Ehrlicher und Kain, verkörpert von Peter Sodann und Bernd Michael Lade, geht es in ihrem 18. gemeinsamen Fall, in dem sie in Leipzig ermitteln, um den Tod eines jungen Mannes mit Down-Syndrom und Diabetes in einem Schwimmbad.

## Handlung
Sommer in Leipzig: Jugendliche vergnügen sich im Freibad. Alexandra und ihr Freund Mike ziehen sich hinter die Umkleidekabinen zurück, um intim zu werden. Alexandras Bruder Leo, ein Jugendlicher mit Down-Syndrom, wird unterdessen von einer Gruppe Jugendlicher gehänselt. Kurz darauf liegt Leo tot im Schwimmbecken, er ist ertrunken. Niemand im Freibad will etwas gesehen haben. Kain befragt Leos Schwester Alexandra, Leo war mit einer betreuten Gruppe für Jugendliche mit Down-Syndrom im Freibad. Leos Mutter Bettina Stein, eine Stadträtin in Leipzig, sagt Ehrlicher gegenüber aus, dass es Drohungen gegen die behinderten Jugendlichen im Stadtteil gegeben habe. Ralf Salchow und seine Gruppe hätten die Jugendlichen drangsaliert. Ehrlicher und Kain befragen den Mitarbeiter des Freibads, Lutz Baader, der Leo aus dem Becken gezogen hat. Dieser hat nichts gesehen, sagt allerdings ebenfalls aus, dass die Gruppe von Ralf Salchow im Freibad ständig Ärger gemacht habe. Lutz Baader war mal Olympiaschwimmer und gewann 1988 in Seoul Bronze für die DDR, danach war er aus dem Schwimm-Kader verbannt worden. Der Bademeister sagt aus, dass Leo mit den Jugendlichen gerangelt hatte, allerdings hätte sich Leo stets zur Wehr setzen können, da er kräftig genug war. Er und die Betreuerin sagen beide aus, dass Leo ein hervorragender Schwimmer gewesen sei. Kain befragt Mike Baader, den einzigen aus Ralfs Gruppe, der beim Eintreffen der Polizei nicht geflohen ist, doch Mike weiß angeblich nichts.
Gegen Ralf Salchow lief ein Verfahren wegen Körperverletzung, Walter findet heraus, dass Leo als Zeuge gegen Salchow hätte aussagen sollen. Kain sucht Salchows Vater auf, dieser sagt aus, dass er an Ralf kaum noch herankomme, einen Mord traue er ihm allerdings nicht zu. Ralf kommt nach Hause, flieht aber, als er Kain erblickt, Kain kann ihn dennoch festnehmen. Ralf sagt, dass er mit seinen Leuten zwar Leo geärgert habe, allerdings habe er ihm nichts angetan, der „Mongo“ sei wohl „zu blöd zum Schwimmen“ gewesen. Zudem streitet er ab, Leos Mutter Bettina Stein anonym bedroht zu haben. Walter berichtet Ehrlicher und Kain, dass es sich um ein atypisches Ertrinken gehandelt habe, denn es sei nur Chlorwasser in seiner Lunge gefunden worden. Normalerweise komme ein Ertrinkender zwischenzeitlich nochmal an die Oberfläche und könne Luft einatmen. Leo muss also unter die Wasseroberfläche gedrückt worden sei. Leo war Diabetiker und ihm wurde kurz vor seinem Tod zu viel Insulin gespritzt, so dass er leicht benommen gewesen sei. Unterdessen kommt es bei Ralf und Mike zu einem Streit. Da Mike mit Alexandra liiert ist, möchte er sich an Ralfs Krieg gegen die Familie Stein, der Ralf vorwirft, ihn einen Mord anhängen zu wollen, nicht beteiligen. Ehrlicher und Kain suchen die Steins auf, Ehrlicher unterrichtet Bettina Stein von der Überdosis Insulin, die Leo verabreicht worden war. Bettina zeigt Ehrlicher die Drohbriefe und bezichtigt wiederholt Ralf Salchow, ihren Sohn getötet zu haben. Alexandra erzählt Kain, dass Leo sich selbst Insulin spritzen konnte. Vielleicht habe er sich gespritzt, weil seine Betreuerin ihm ein Eis kaufen wollte. Martin Stein, der Lehrer an der Schule ist, auf die auch Salchows Clique geht, sagt aus, dieser verachte alles, was ihm fremd sei, deswegen auch Menschen mit Behinderungen.
Lutz Baader, der Vater von Mike, sucht unterdessen Bettina Stein auf und redet von einer Vereinbarung, die beide hätten. Sie weist ihn schroff zurück, indem sie sagt, sie hätten keine Vereinbarung. Die Betreuerin von Leo sagt unterdessen aus, dass Leo nicht gewusst hätte, dass er ein Eis bekommt, insofern hätte es keinen Sinn ergeben, sich mehr Insulin zu spritzen. Die Betreuerin glaubt an ein Versehen von Leo. Der Direktor von Steins Schule erzählt Kain, dass Martin Stein psychisch angegriffen war. Er und seine Frau haben sich scheiden lassen wollen. Die Schüler tanzten ihm auf der Nase herum, die Qualität seines Unterrichts habe nachgelassen, da zu Hause alles an ihm hängen würde. Deswegen sei er krankgeschrieben gewesen. Stein bittet kurz darauf den Direktor, die Beurlaubung zurückzunehmen, doch der Direktor drängt Stein, sich Hilfe zu holen und sich zu erholen, bevor er an die Schule zurückkomme. Stein verschwindet, wird aber später nach einem Suizidversuch ins Krankenhaus eingeliefert. Ehrlicher und Kain befragen ihn und halten ihm vor, sie angelogen zu haben. Er hatte ausgesagt, in der Schulbibliothek gewesen zu sein, als sein Sohn starb. Er gibt zu, im Schwimmbad gewesen zu sein. Er habe es aber kurz vor dem Tod seines Sohnes verlassen. Kain stellt hinterher die Hypothese auf, dass Alexandra Leo gespritzt und Mike ihn dann ertränkt habe, um ihn so loszuwerden. Unterdessen möchte Salchow Mike für seine Clique zurückgewinnen und droht, Alexandra sonst zu erzählen, dass er ebenfalls beim Überfall auf den Autisten Ben dabei gewesen sei, den Leo verhindert hatte. Mike wird von der Clique zusammengeschlagen, Alexandra kommt ihrem Freund zu Hilfe.
Kain sucht Alexandra auf und sagt dieser auf den Kopf zu, dass sie die Überdosis gespritzt hatte. Sie gibt es weinend zu, sagt aber aus, dass sie ihren Bruder keinesfalls töten wollte. Sie hat ihm lediglich eine Überdosis gespritzt, weil er so überdreht gewesen sei. Sie habe ihm gleich danach ein Eis gekauft, um die Überdosis auszugleichen. Kain befragt Ben, weil dieser aufgrund eines Missverständnisses wütend auf Leo gewesen sei. Doch seine Betreuerin geht dazwischen und informiert Kain darüber, dass Ben nicht einmal schwimmen könne. Ehrlicher erfährt von einem weiblichen Badegast, dass Bettina Stein kurz vor dem Tod ihres Sohnes ebenfalls noch im Freibad gewesen sei, sie hatte etwas mit Lutz Baader, dem Vater von Mike, besprochen. Er will allerdings nicht sagen, was sie miteinander besprochen hatten. Ehrlicher sucht Bettina Stein auf, diese gibt zu, dass sie bei Lutz Baader im Schwimmbad gewesen sei, sie habe das Bad direkt danach verlassen, ohne ihren Sohn gesehen zu haben. Sie sei zudem auf dem Rückweg ins Rathaus geblitzt worden. Dies können Ehrlicher und Kain kurz darauf auch verifizieren. Salchow und seine Bande legen unterdessen Feuer im Behindertenheim. Am Tatort lassen die Jugendlichen das Handy von Mike Baader zurück.
Kain kann ermitteln, dass sich Bettina Stein für ein Behindertenprojekt im Stadtteil eingesetzt habe, Lutz Baader allerdings dagegen sei, weil er auf den Bau eines Luxushotels spekulierte, wo er den Wellnessbereich hätte übernehmen können. Lutz Baader ist arbeitslos und arbeitet im Freibad als 1-Euro-Jobber. Zudem waren Lutz Baader und Bettina Stein zusammen im Schwimm-Kader der DDR bei den Olympischen Spielen 1988 in Seoul. Baader war danach aus der Mannschaft ausgeschlossen worden, angeblich, weil er sich mit den westdeutschen Schwimmern zu gut verstanden habe. Kain vermutet, dass Bettina Stein etwas mit seinem Rauswurf und dem Karriereende zu tun haben könnte. Ehrlicher und Kain finden unterdessen am Tatort der Brandstiftung Mikes Handy. Kain sucht Mike auf, der aussagte, er und Ralf Salchow hätten Ben geärgert, dann sei Salchow ausgerastet und gewalttätig geworden. Leo habe Mike erkannt, aber geschwiegen, weil er der Freund ihrer Schwester ist. Mike bestreitet sowohl für sich als auch für seinen Vater ein Motiv für den Mord an Leo. Ehrlicher befragt Bettina Stein, diese gibt zu, dass sie und Lutz Baader ein Verhältnis gehabt hatten. Sie war eifersüchtig, weil er bei den Olympischen Spielen mit einer westdeutschen Schwimmerin angebändelt hatte. Dies habe sie dem Trainer gesagt, deswegen sei Lutz Baader aus der Mannschaft geflogen. Sie habe dies später bereut und Baader oft geholfen, doch dieser sei wie ein „Auto ohne Motor“ gewesen, man könne noch so viel anschieben, aber nach wenigen Metern bleibe er wieder stehen. Daher habe sie ihm nicht mehr helfen wollen, Baader sei darüber erbost gewesen.
Die Zeugin Heidi, die Ehrlicher im Schwimmbad kennen gelernt hatte, sagt aus, dass Baader mit Leo aus dem Wasser gekommen war und „Notarzt, Notarzt“ geschrien habe, aber sie habe nicht gesehen, dass er hineingesprungen sei. Mike und Salchow geraten im Schwimmbad erneut aneinander, Lutz Baader kommt seinem Sohn zu Hilfe und drückt Salchow für einige Sekunden unter Wasser. Der Autist Ben, der anwesend ist, sagt aus, dass Baader Salchow 21 Sekunden unter Wasser gedrückt hatte, Leo hätte Baader 53 Sekunden unter Wasser gehalten. Ehrlicher und Kain verhören Baader, dieser bestreitet die Tat und sagt aus, dass die Aussage eines geistig Behinderten nichts wert sei. Mike Baader kommt hinzu und sagt, er habe seinen Vater im Wasser gesehen. Er fragt seinen Vater, ob er Leo umgebracht hätte, dieser schweigt seinen Sohn nur an. Bettina Stein hätte ihrem Sohn beigebracht, ihn „Müllmann“ zu nennen. Darüber war Lutz Baader in Rage geraten und drückte ihn unter Wasser, um ihm einen Denkzettel zu verpassen. Da er nichts von der Insulinüberdosis wusste, hatte er mit Gegenwehr gerechnet, die allerdings ausblieb. Lutz Baader wird abgeführt.

## Rezeption

### Einschaltquoten
Bei ihrer Erstausstrahlung hatte diese Tatort-Folge 8,19 Mio. Zuschauer, was einem Marktanteil von 22,90 % entsprach.